# Berliner Rock- und Pop-Archiv

Logo des Berliner Rock- und Pop-Archivs

Das Berliner Rock- und Pop-Archiv war ein Archiv, dessen Ziel die Dokumentation der West- und Ostberliner Musikgeschichte seit 1958 war.

## Geschichte
Es wurde 1983 von Lutz T. Manthe und befreundeten Musikern unter dem Namen Berliner Rockmusik Archiv gegründet, um Exponate der Berliner Rock- und Popmusik zu sammeln und zu dokumentieren.
Um sicherzustellen, dass die gesammelten Materialien – auch im Fall einer Vereinsauflösung – dem Land Berlin und damit der Öffentlichkeit weiterhin zugänglich bleiben, war das Berliner Rock- und Pop-Archiv der Stiftung Stadtmuseum Berlin angeschlossen. Die Grundlage bildete die Satzung des Vereins.
Am 28. Oktober 2005 erfolgte die Änderung der Satzung des Berliner Rock und Pop Archiv e. V., welche die Zusammenarbeit mit der Stiftung Stadtmuseum Berlin beendete. Der Verein wurde 2011 aufgelöst.  Die Liquidation des Vereins wurde am 28. August 2012 abgeschlossen; der Bestand und die dazugehörige Datenbank gingen in den Besitz des Vereins Archivs der Jugendkulturen über, der sich vertraglich dazu verpflichtete, die bisher geleistete Arbeit fortzuführen.
Er beantragte für 2014 eine zweijährige Förderung durch die Stiftung der Klassenlotterie Berlin und erhielt – durch Befürwortung des Berliner Kultursenats – 329.000 Euro für den Aufbau eines auf Berlin bezogenen Pop- und Subkultur-Archivs mit „darauf bezogener“ Datenbank.
Neben Tausenden von Tonträgern umfasst die Sammlung Plakate, Videos, Fotos, Sticker, Anstecker, Gimmicks sowie Musiker- und Bandbiografien. Die Sammlung umfasst u. a. Dokumente von Einstürzende Neubauten, Ideal, Interzone, Nina Hagen, Klaus Renft, Tamara Danz, City, Puhdys und Karat.